# Jóia (álbum)
Jóia é um álbum de estúdio de 1975 de Caetano Veloso. O álbum foi lançado simultaneamente com Qualquer Coisa. A arte da capa original, retratando Veloso, sua esposa e seu filho nus, foi censurada pela ditadura militar brasileira e substituída por uma com apenas pombas.
| Críticas profissionais            | Críticas profissionais |
| Avaliações da crítica             | Avaliações da crítica  |
| Fonte                             | Avaliação              |
| --------------------------------- | ---------------------- |
| AllMusic                          | [ 2 ]                  |
| The Encyclopedia of Popular Music | [ 3 ]                  |

## Faixas
1. "Minha mulher" (Caetano Veloso) – 4:46
2. "Guá" (Perinho Albuquerque, Caetano Veloso) – 3:13
3. "Pelos olhos" (Caetano Veloso) – 2:35
4. "Asa, Asa" (Caetano Veloso) – 1:36
5. “Lua, lua, lua, lua” (Caetano Veloso) – 3:59
6. "Canto do povo de um lugar" (Caetano Veloso) – 4:11
7. "Pipoca Moderna" (Sebastião Biano, Caetano Veloso) – 3:11
8. "Jóia" (Caetano Veloso) – 1:27
9. "Help" (Lennon, McCartney) – 14h30
10. "Gravidade" (Caetano Veloso) – 2:55
11. "Tudo tudo" (Caetano Veloso) – 2:00
12. "Na asa do vento" (Luiz Vieira, João do Vale) – 4:08
13. "Escapulário" (Oswald de Andrade, Caetano Veloso) – 2:17